# استان آنگ تونگ
استان آنگ تونگ   یا آنگتونگ یکی از استانهای کشور تایلند است.

## جغرافیا
مساحت آن ۹۶۸ کیلومترمربع می‌باشد.
جمعیت این استان در سال ۲۰۰۰ بالغ بر ۲۶۹,۰۰۰ نفر برآورد شده است .
استان آنگ تونگ از نظر تقسیمات کشوری بخشی از ناحیه مرکزی تایلند به حساب می آید.
مرکز این استان شهر آنگ تونگ است.

## نواحی

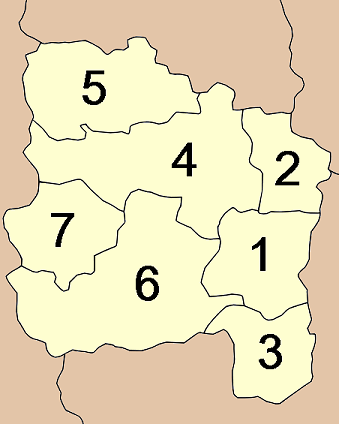

1. Mueang Ang Thong
2. Chaiyo
3. Pa Mok
4. Pho Thong
5. Sawaeng Ha
6. Wiset Chai Chan
7. Samko